# Schubertellidae
Schubertellidae es una familia de foraminíferos bentónicos cuyos taxones se han incluido tradicionalmente en la superfamilia Fusulinoidea, del suborden Fusulinina y del orden Fusulinida. Su rango cronoestratigráfico abarca desde el Moscoviense (Carbonífero superior) hasta la Pérmico superior.

## Discusión
Clasificaciones más recientes incluyen Schubertellidae en la superfamilia Schubertelloidea, y en la subclase Fusulinana de la clase Fusulinata.

## Clasificación
Schubertellidae incluye a las siguientes subfamilias y géneros:
- Subfamilia Schubertellinae
  - Eoschubertella †
  - Fusiella †
  - Kwantoella †
  - Mesoschubertella †
  - Neofusulinella †
  - Neoschubertella †
  - Schubertella †
- Subfamilia Boultoniinae
  - Boultonia †
  - Codonofusiella †
  - Dunbarula †
  - Gallowaiina †
  - Lantschichites †
  - Minojapanella †
  - Nanlingella †
  - Palaeofusulina †
  - Paradoxiella †
  - Paradunbarula †
  - Parananlingella †
  - Russiella †
  - Tewoella †
  - Wutuella †
  - Ziguiella †

Otro género considerado en Schubertellidae es:
- Caniculinella † de la subfamilia Boultoniinae
- Depratella † de la subfamilia Schubertellinae, aceptado como Neofusulinella
- Dilatofusulina † de la subfamilia Boultoniinae
- Gallowaiinella † de la subfamilia Boultoniinae, aceptado como Gallowaiina
- Multiavoella † de la subfamilia Schubertellinae, aceptado como Neofusulinella
- Neimonggolina † de la subfamilia Boultoniinae, considerado subgénero de Minojapanella, Minojapanella (Neimonggolina), pero considerado nomen nudum
- Novonanlingella † de la subfamilia Boultoniinae, propuesto como nombre sustituto de Nanlingella
- Paraboultonia † de la subfamilia Boultoniinae, aceptado como Lantschichites
- Pseudoschubertella † de la subfamilia Schubertellinae, aceptado como Eoschubertella
- Russiella † de la subfamilia Boultoniinae, considerado subgénero de Minojapanella, Minojapanella (Russiella)
- Tavajzites † de la subfamilia Boultoniinae, aceptado como Minojapanella